# Eric Cross
Eric Cross (* 31. Mai 1902 in London-Hendon als Eric Leon D. Cross; † 1. März 2004 in Hillingdon, Grafschaft Middlesex) war ein britischer Kameramann.

## Leben
Eric Leon Cross hatte seine Ausbildung bei Coopers in Dunstable (nördlich von London) erhalten und als Standfotograf beim Film debütiert. 1927/1928 war er bei den Produktionsfirmen BIP und „Elstree“ Chef der jeweiligen Standfotografie-Abteilungen, bevor er 1929 als Kameramann zu arbeiten begann.
In den folgenden drei Jahrzehnten fotografierte Cross für Unterhaltungsfilme. Während des Zweiten Weltkriegs wurde er von der Filmgesellschaft „Two Cities“ des Produzenten Sydney Box eingesetzt. Cross arbeitete im Laufe seiner Karriere mit einer Reihe von bekannten Regisseuren zusammen, darunter Philip Leacock, Roy Ward Baker, John Boulting und Ken Annakin. Dabei handelte es sich primär um dramatische Stoffe.
In der zweiten Hälfte der 1950er Jahre fotografierte Cross auch die internationalen, englischsprachigen Filmdebüts von Deutschlands damaligen Jungstars Hardy Krüger – der Kriegsfilm Einer kam durch – und Horst Buchholz – der Kriminalfilm Tiger Bay.
Kurz vor Ende seiner aktiven Laufbahn Anfang der 1960er Jahre holte der österreichische Remigrant John Olden Eric Cross nach Hamburg für zwei seiner Fernsehinszenierungen (Waldhausstraße 20 und Schau heimwärts, Engel, letztere mit Oldens Ehefrau Inge Meysel in der Hauptrolle).
Cross starb im 102. Lebensjahr.

## Filmografie (Auswahl)
- 1931: The Bells
- 1933: Money for Speed
- 1933: The Lure
- 1933: Matinee Idol
- 1935: The Mystery of the Mary Celeste
- 1936: Sporting Life
- 1936: Song of Freedom
- 1936: Sporting Love
- 1937: Make-Up
- 1937: The Last Adventurers
- 1937: Splinters in the Air
- 1938: Mr. Reeder in Room 13
- 1939: Sons of the Sea
- 1940: War and Order
- 1940: Spring Offensive
- 1940: The Man at the Gate
- 1941: The Black Sheep of Whitehall
- 1941: Ship With Wings
- 1942: The First of the Few
- 1943: The Flemish Farm
- 1943: Tawny Pipit
- 1944: Nur keine Angst (Don’t Take it to Heart)
- 1945: Jugendliebe (Quiet Weekend)
- 1949: Chance of a Lifetime
- 1950: Private Information
- 1951: Der Mann in Schwarz (The Dark Man)
- 1952: Ein Kind war Zeuge (Hunted)
- 1952: Gefährlicher Auftrag (Escape Route)
- 1953: The Genie
- 1953: Die blonde Spionin (Park Plaza 605)
- 1953: Besiegter Haß (The Kidnappers)
- 1955: Escapade
- 1955: Der beste Mann beim Militär (Private’s Progress)
- 1955: High Terrace
- 1956: Drei Mann in einem Boot (Three Men in a Boat)
- 1957: Schau nicht zurück (High Tide at Noon)
- 1957: Einer kam durch (The One That Got Away)
- 1957: Dublin Nightmare
- 1958: Tiger Bay
- 1958: Deadly Record
- 1959: Die weiße Falle (The White Trap)
- 1959: Gehetzt und gejagt (Beyond the Curtain)
- 1959: Inn for Trouble
- 1960: Waldhausstraße 20 (TV)
- 1961: Schau heimwärts, Engel (TV)
- 1961: Crosstrap